# II. Károly savoyai herceg
Savoyai II. Károly (franciául: Charles II de Savoie, olaszul: Carlo II di Savoia), születési nevén Savoyai Károly János Amadé (franciául: Charles-Jean-Amédée de Savoie, olaszul: Carlo Giovanni Amedeo di Savoia; Torino, 1489. június 23. vagy 24. – Moncalieri kastély, 1496. április 16.) a Savoyai-házból származó herceg, I. Károly herceg fia. Apjának utódjaként 1490–1496 között Savoya hatodik uralkodó hercege, Piemont hercege, Aosta és Maurienne grófja, Jeruzsálem és Ciprus címzetes királya. Kisgyermekként halt meg, trónját nagy-nagybátyja, II. Fülöp, Bresse grófja örökölte.
Névformája ma is vita tárgya. Az újkori történetírás Károly János Amadét a savoyai uralkodók jogfolytonos sorában a II. Károly sorszámmal ruházta fel. E számozás jogalapját több olasz és néhány francia történetíró és numizmata vitatja. Korabeli érmefeliratokon alapuló álláspontjuk szerint a gyermekherceg uralkodói neve Károly János Amadé volt. Ezek a kutatók a II. Károly sorszámot a későbbi III. (Jó) Károly hercegnek (1486–1553), II. (Bresse-i) Fülöp fiának tartják fenn.

## Élete

### Származása
Savoyai Károly János Amadé herceg 1489-ben született Torinóban, a Savoyai Hercegség fővárosában.
Édesapja I. Károly savoyai herceg (1468–1490) volt, IX. Amadé herceg (1413–1465) és Valois Jolanda francia királyi hercegnő (1434–1478), VII. Károly francia király (1403–1461) unokája, 1482–1490 között Savoya uralkodó hercege, Piemont hercege, Aosta és Maurienne grófja.
Édesanyja a Palaiologosz-házból származó Monferratói Blanka (Bianca dei Paleologi di Monferrato, (1472–1519) őrgrófnő volt, VIII. Palaiologosz Vilmos monferratói őrgróf (1420–1483) és Elisabetta Maria Sforza milánói hercegnő (1456–1472) leánya, I. Francesco Sforza milánói herceg (1401–1466) unokája.
Szülei házasságából két testvér született:
- Jolanda Lujza (1487–1499), aki 1496-ban másod-nagybátyjához II. (Szép) Filibert herceghez (1480–1504) (apja nagybátyjának, II. (Bresse-i) Fülöpnek fiához) ment feleségül, és 1497-ben Savoya uralkodó hercegnéje lett,
- Károly János Amadé (Charles-Jean-Amédée / Carlo Giovanni Amedeo, 1489–1496), 1490-ben elhunyt apjának utódaként II. Károly néven Savoya uralkodó hercege.[3]

Apja, I. Károly herceg 1485-ben Lusignan Sarolta ciprusi királynőtől (1442–1487), II. János ciprusi király leányától, I. Janus ciprusi király unokájától (saját édesapjának, IX. Amadé hercegnek 1460 óta száműzetésben élő unokanővérétől) megvásárolta Jeruzsálem és Ciprus uralkodói jogcímeit. E titulusokat fia és örököse, Károly János Amadé is szerepeltette uralkodói címei között.

### A gyermek-uralkodó
1490 márciusában kilenchónapos volt, amikor apja, I. Károly herceg elhunyt. A kisgyermek lett Savoya uralkodó hercege. Nevében anyja, Monferratói Blanka régensként kormányzott. Súlyos belső nehézségekkel kellett szembenéznie, állandó hatalmi harcban állt a savoyai főnemességgel, különösen férjének nagybátyjával, az uralkodói hatalomra pályázó II. (Bresse-i) Fülöp herceggel, Bresse grófjával. A külpolitikai viszonyok is rosszra fordultak, 1494-ben VIII. Károly francia király megindította itáliai hadjáratát (1494–98) a Nápolyi Királyság ellen. Savoyának éveken át tűrnie kellett a francia csapatok átvonulását.
A gyermek-herceget Merle de Plosasque, korábban 1485-ben Rodosz admirálisa és Corin de Plosasque, Moûtiers és Tarentaise érseke nevelték.

### Korai halála
Hatéves korában, 1490. április 16-án a piemonti Moncalieri kastélyban tisztázatlan körülmények között életét vesztette. A ránk maradt hivatalos krónika szerint leesett ágyáról (vagy egy létrafokról) és meghalt. Testét a moncalieri Santa Maria della Scala káptalantemplomban temették el.
Halálával egy időre véget ért a régensi irányításra szoruló gyermekkorú és nagyon ifjú uralkodó hercegek sok bizonytalanságot hozó időszaka. A Savoya Hercegség koronáját az elhunyt Károly János Amadé nagy-nagybátyja (azaz nagyapjának, IX. Amadé hercegnek öccse), az 53 éves II. Fülöp herceg, Bresse grófja örökölte.